# Ferrari Berlinetta Boxer
Ferrari Berlinetta Boxer – supersamochód produkowany przez włoską firmę Ferrari w latach 1973–1984. Ferrari BB został zaprezentowany w roku 1971, na międzynarodowym salonie samochodowym w Turynie. Za konstrukcję nadwozia odpowiedzialna była firma Pininfarina. Dostępny jako 2-drzwiowe coupé. Następca modelu 365 GTB/4. Do napędu użyto silnika V12 o kącie rozwarcia 180° i o pojemności w zależności od wersji 4,4 bądź 5,0 litra. Moc przenoszona była na koła tylne poprzez 5-biegową manualną skrzynię biegów. Został zastąpiony przez Ferrari Testarossa.

## Dane techniczne
| Wersja  | Silnik:                         | Układ zasilania:            | Śr. × skok tłoka:   | St. sprężania: | Moc maks:                            | Maks. moment obrotowy      |
| ------- | ------------------------------- | --------------------------- | ------------------- | -------------- | ------------------------------------ | -------------------------- |
| 365 BB  | V12 180° 4,4 l (4390 cm³), DOHC | cztery gaźniki Weber        | 81,00 mm × 71,00 mm | 8,8:1          | 385 KM (283,4 kW) przy 7500 obr./min | 410 N•m przy ? obr./min    |
| 512 BB  | V12 180° 5,0 l (4942 cm³), DOHC | cztery gaźniki Weber 40 IF3 | 82,00 mm × 78,00 mm | 8,8:1          | 360 KM (264,7 kW) przy 6200 obr./min | 450 N•m przy 4600 obr./min |
| 512 BBi | V12 180° 5,0 l (4942 cm³), DOHC | wtrysk                      | 82,00 mm × 78,00 mm | 9,2:1          | 345 KM (253,5 kW) przy 6300 obr./min | 451 N•m przy 4200 obr./min |

## Osiągi
| Model   | Przyspieszenie 0-100 km/h: | Prędkość maksymalna: |
| ------- | -------------------------- | -------------------- |
| 365 BB  | 6,5 s                      | 282 km/h             |
| 512 BB  | 5,7 s                      | 277 km/h             |
| 512 BBi | 5,6 s                      | 280 km/h             |

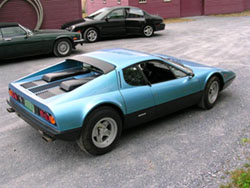
Ferrari 365 BB
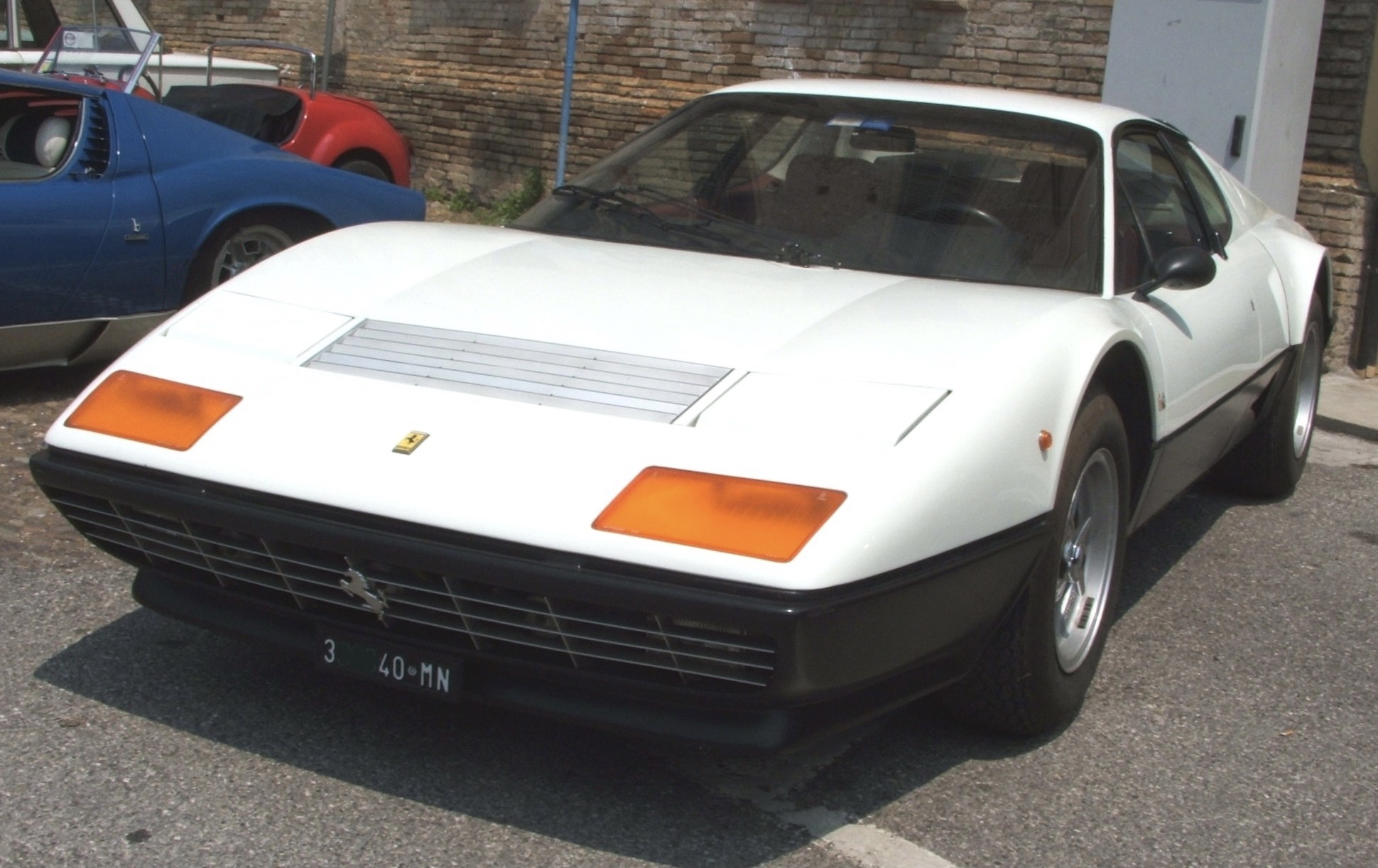
Ferrari 512 BB
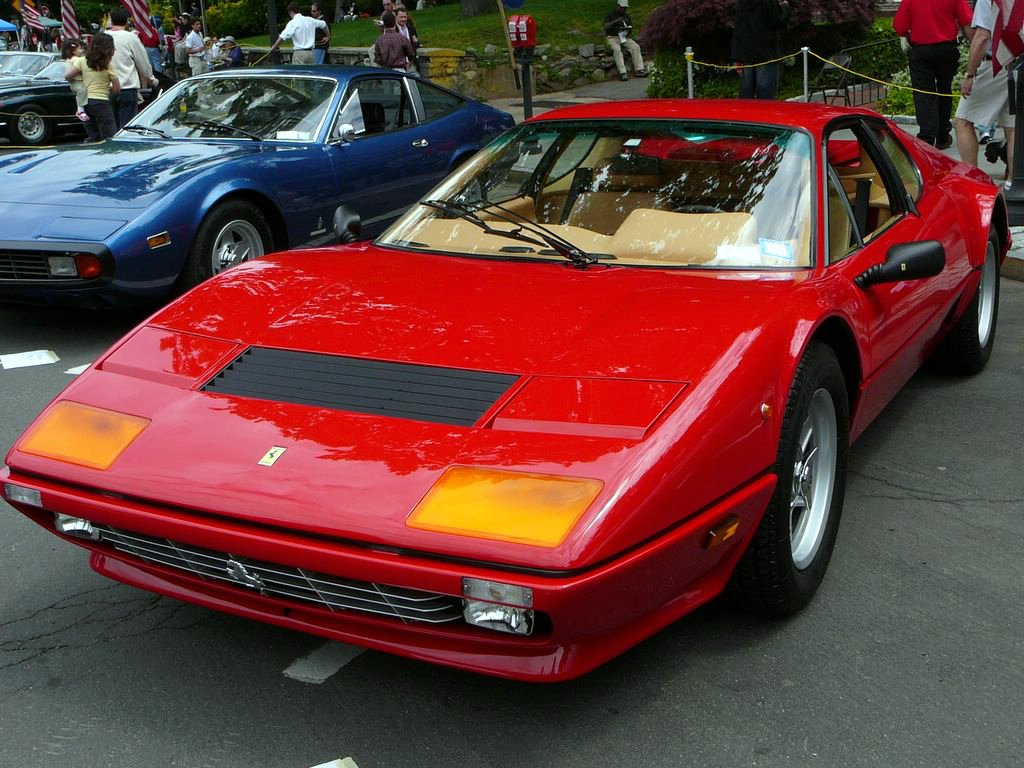
Ferrari 512 BBi